# إسحاق جاي كولينز
إسحاق جاي كولينز (بالإنجليزية: Isaac J. Collins)‏ هو شخصية أعمال أمريكي، ولد في 27 أكتوبر 1874 في سالزبوري في الولايات المتحدة، وتوفي في 22 أكتوبر 1975 في لانكستر في الولايات المتحدة.